# 岸和田市立東光小学校
岸和田市立東光小学校（きしわだしりつ とうこうしょうがっこう）は、大阪府岸和田市別所町2丁目にある公立小学校。

## 沿革
- 1924年（大正13年）4月1日 - 岸和田市東光尋常高等小学校として開校。
- 1924年（大正13年）5月1日 - 新築落成式を挙行し、同日を創立記念日とする。
- 1941年（昭和16年）4月1日 - 岸和田市東光国民学校と改称。
- 1947年（昭和22年）4月1日 - 岸和田市立東光小学校と改称。

## 通学区域
- 別所町1～3丁目 、野田町1～3丁目、藤井町1丁目（1番～13番）、藤井町2丁目（1番～24番）、藤井町3丁目[1]

※卒業後は基本的に岸和田市立光陽中学校又は岸和田市立岸城中学校に進学する。